# الأزمة الأخيرة من عهد إيزابيل الثانية
الأزمة الأخيرة من عهد الملكة إيزابيل الثانية هي الفترة الرابعة والأخيرة من فترات حكم إيزابيل الثانية. وبدأت في مارس 1863 مع سقوط حكومة الاتحاد الليبرالي للجنرال ليوبولدو أودونيل وانتهت مع ثورة 1868 التي أنهت حكم إيزابيل الثانية -التي خرجت إلى المنفى- وفتح مرحلة جديدة من تاريخ إسبانيا الحديث سميت ديموقراطية السنوات الست (1868-1874).

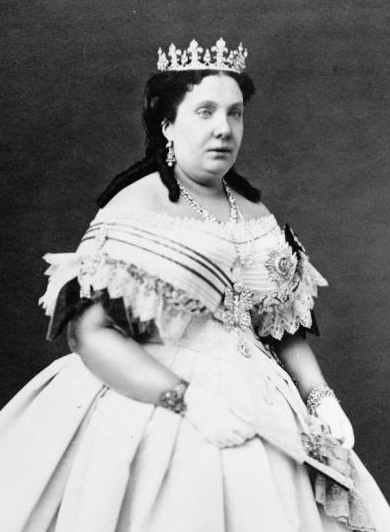
إيزابيل الثانية

## البداية: سقوط أودونيل
بدأ التماسك الداخلي لحزب الاتحاد الليبرالي الذي يدعم حكومة أودونيل بالتفكك بدءا من 1861 بسبب افتقاره إلى أساس أيديولوجي راسخ، حيث أن مكوناته تقوم حصريا على مجموعة مصالح. وقد أثارت إتفاقية لندن (1861) نقاشا في البرلمان بشأن دستورية الاتفاق، حيث رفض بعض أعضاء الاتحاد الليبرالي دعم الحكومة. كما ظهر جليا انشقاق الحزب الحاكم عند التصويت على الثقة يوم 16 ديسمبر 1861 لصالح الحكومة، فقد رفضها 80 نائبا بما فيهم أحد مؤسسي الاتحاد الليبرالي والوزير السابق ريوس روساس كما انتقد بقية النقابيين المنشقين شخصانية أودونيل في الحكم. وتوسعت تدريجيا تلك المجموعة لتضم شخصيات ذات وزن داخل الاتحاد الليبرالي مثل ديل كاستيو وألونسو مارتينيز وغيرهم. كما انضم أيضا إلى المجموعة الصعبة اليخاندرو مون وقدامى متشددي حزب التقدم بقيادة مانويل كورتينا والجنرال خوان بريم الذين بالنهاية اندمجوا في صفوف حزب التقدم.

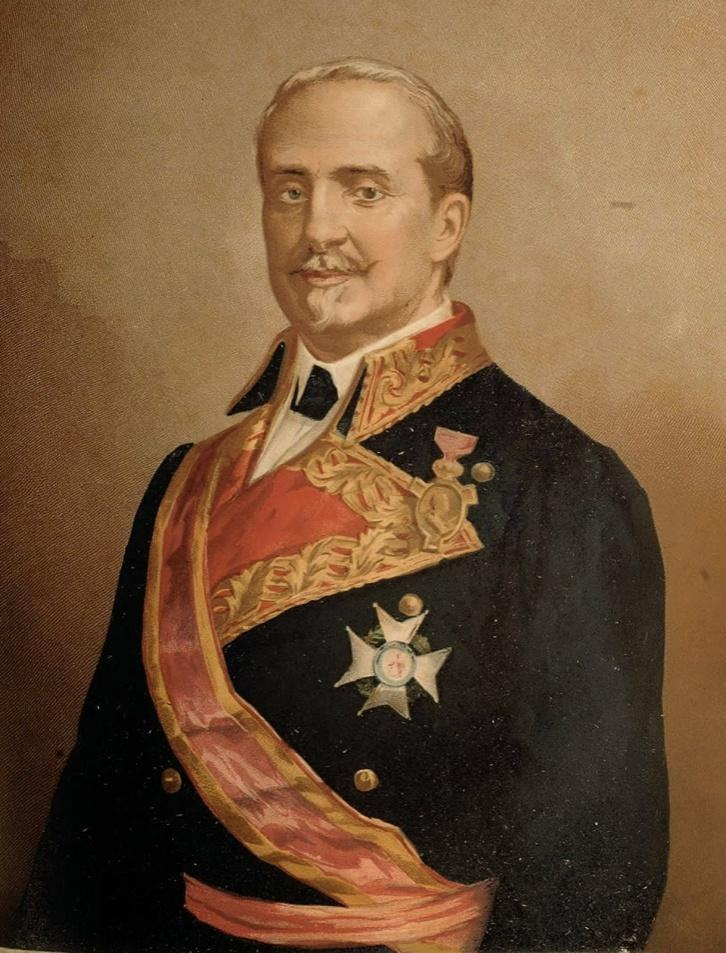
الجنرال ليوبولدو أودونيل.

كما كثفت المعارضة التقدمية المتشددة -وهم على عكس معتدلي حزب التقدم الذين اندمجوا في الاتحاد الليبرالي عندما تأسست في عام 1858-، وفي ديسمبر 1861 ندد سالستيانو دي أولوزاغا زعيم متشددي حزب التقدم في البرلمان بزمرة رجال الدين الذين يمارسون نفوذا كبيرا على الملكة وعلى حكومة أودونيل، بحيث منعت على سبيل المثال إسبانيا أن تعترف بمملكة إيطاليا لأنها واجهت بابا روما في مسألة الرومان [الإنجليزية]، وبما أنه زعيم التقدميين لذا لم يستدعه التاج لتشكيل حكومة بسبب انتقاده. وقد أنهى كلامه بعبارة أضحت شهيرة:«هناك عقبات تقليدية تقف في وجه الحرية في إسبانيا».
وفي ذات الوقت بدأت تظهر مزاعم فساد بسبب ضغوط نابليون الثالث على الحكومة لإدانة سلوك الجنرال بريم من خلال أمره بسحب القوات الاسبانية من حملة المكسيك، مما أدى إلى أزمة حكومية في منتصف يناير 1863. في أوائل مارس 1863 طلب أودونيل من الملكة حل البرلمان والذي استمر أربع سنوات، بحيث يكون البرلمان القادم أكثر ولاءا لإنهاء المعارضة التي نشأت في الاتحاد الليبرالي. إلا أن الملكة إيزابيل الثانية رفضت حل البرلمان، وذلك بسبب معارضة حكومة أودونيل عودة الملكة الأم ماريا كريستينا دي بوربون إلى إسبانيا. فاضطر أودونيل إلى تقديم استقالته فقبلتها الملكة. وكانت هذه نهاية «الحكم الطويل» للاتحاد الليبرالي.

## عودة حزب الوسط إلى السلطة (1863-1865)

### الحكومة ميرافلوريس وتراجع التقدميين
بعد عزل الجنرال أودونيل استدعت الملكة رئيسي مجلس النواب والشيوخ لتقرر من الذي سيحل محل اودونيل فنصحاها أن تعين تقدمي لمنصب رئيس الوزراء. قبلت الملكة الاقتراح، ولكن عندما اجتمعت مع عضوي من الحزب التقدمي وهما مانويل كورتينا وباسكوال مادوث فإنهما طلبا منها وقتا لإعادة تنظيم الحزب. اجتمع قطاعا الحزب التقدمي يوم 19 مارس 1863 لإعادة توحيد الحزب مع اقتراب تسمية الحكومة من التقدميين. وفي الجلسة نوقش اسم الجنرال خوان بريم الذين حافظ على علاقات ممتازة مع الملكة وكان هو السياسي التقدمي الذي اقترحه أودونيل للملكة ليحل محله.
وتكمن المشكلة أن الملكة لم تجد أي سياسي يتولى الحكومة ببرلمان أغلبيته من الاتحاد الليبرالي ولا يمكنها منح مرسوم الحل لأنها رفضت أن تمنحه لأودونيل من قبل مما تسبب باستقالته. لذلك اضطررت في آخر لحظة إلى اللجوء إلى الماركيز المعتدل دي ميرافلوريس وهو كبير بالسن لاستلام مهامه بالحكم وأن يتعامل مع البرلمان «كما هو». ولكن كما كان متوقعا فقد واجه ميرافلوريس معارضة برلمانية قوية مما علق جلسة البرلمان في يوم 6 مايو. نال بالآخر من الملكة مرسوم الحل في منتصف شهر أغسطس 1863.

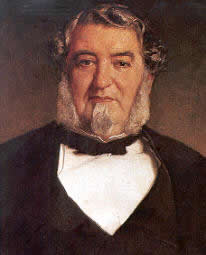
سالستيانو دي أولوزاغا.

التقى ميرافلوريس مع الزعيم التقدمي سالستيانو دي أولوزاغا عارضا عليه مابين 50-70 نائبا في البرلمان الجديد من شأنه أن يعطي الغالبية للوسط والاتحاد، لكن أولوزاغا رفض ذلك بعد قبوله المبدئي. وكان ميرافلوريس قد أعطى هذا عدد الكبير نسبيا من النواب منحة بشرط أن يتخلى التقدميين عن الميليشيا الوطنية وأيضا يكون مبدأ السلطة التشريعية انها تشرع فقط في الكورتيس، وليس «الكورتيس مع العاهل» كما جاء في دستور 1845، وهو ما رفضه أولوزاغا.
وأرسل وزير الداخلية فلورنسيو رودريجيز فاموند تعميما إلى الحكام المدنيين يمنع فيها التقدميين من الحصول على مقاعد أكثر من المنحة الحكومية، ومنع التجمع إلا للأشخاص الذين لديهم حق التصويت - عددهم 179,000 في إسبانيا التي تعداد سكانها حوالي 17 مليون نسمة-. وأمر أيضا الشرطة بممارسة «التأثير المعنوي» للحكومة لتتحصل على المرشحين الحلفاء المنتخبون. تسبب انكشاف أمر تلك التعاميم إلى الانقسام بين التقدميين والمعتدلين، وتعطيل وبالتالي الفرصة للطرفين ليتناوبون في الحكومة. في 23 أغسطس 1863 قامت مجموعة من حزب التقدم بالاحتجاج بسبب تلك التعاميم، فأعلنوا عن تخليهم مناصبهم، مما يجعل الحكومة مسؤولة عن العواقب. التقى الجنرال بريم مع الملكة في ثلاث مناسبات للضغط على الحكومة لسحب التعميم لكنه فشل، لذلك اجتمعت اللجنة المركزية لحزب التقدم في 7 سبتمبر 1863 قررت الانسحاب من الانتخابات، مما يعني عدم تقديم مرشحين لهم. وقبل كل شيء أنكروا شرعية البرلمان الناتج منها. وكان الهدف هو الضغط على الملكة لتصحيح ذلك، لكنها لم تفعل.

### عودة نارفيز

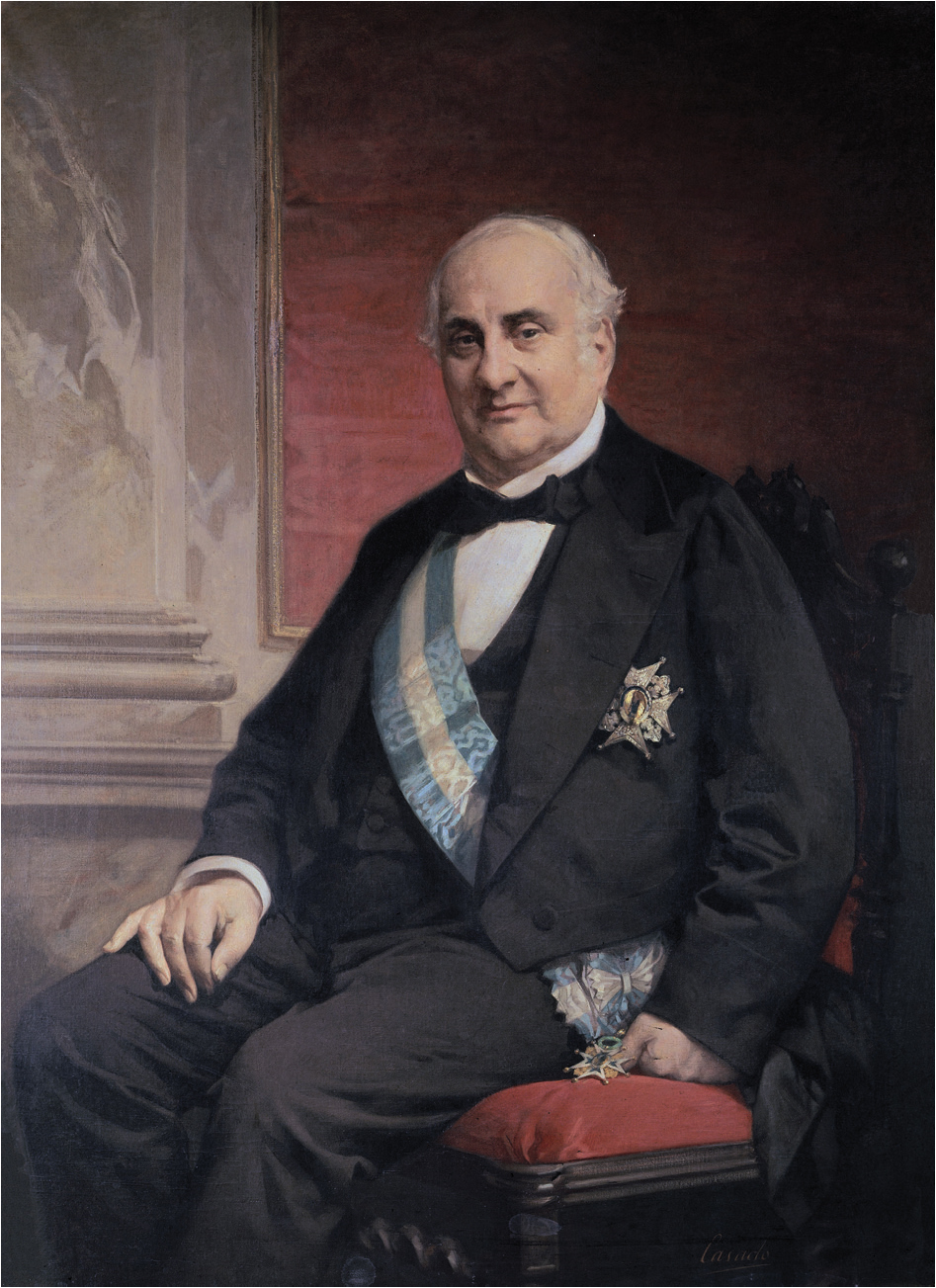
أليخاندرو مون

استمرت حكومة الماركيز دي ميرافلوريس عشرة أشهر إلى تاريخ 17 يناير 1864. وكان سبب قصرها أنه لم يكن يسندها أي من الفصائل التي شكلت حزب الوسط حتى عندما قدم في البرلمان مشروع إصلاح دستور 1845 -كما هو الحال في 1853 عند محاولة إدخال وراثة عضوية مجلس الشيوخ- والتي لم يؤبده حزبه في ذلك. وخلفه لورينزو أرازولا، الذي ظهر في كورتيس ممثلا من «حزب الوسط التاريخي» ولكن حكومته استمرت أربعين يوما فقط. وكانت نهايته بسبب ذلك عدة وزراء فضل الاستقالة قبل الاستسلام لضغوط زوج الملكة فرانسيسكو دي أسيس الذي أراد منهم التوقيع على تنازل السكك الحديدية للممول خوسيه سالامانكا الذي سيتقاضى منه عمولة مليونيرية. ثم اختارت الملكة السياسي المخضرم المعتدل اليخاندرو مون ليحل محله، شعر التقدميين بالخداع في رؤية الوعد الذي لم يتحقق أن الملكة ستدعوهم لتشكيل الحكومة. وهكذا اجتمع حوالي ثلاثة آلاف شخص في وليمة يوم 3 مايو 1864 تحت شعار «كل شيء أو لا شيء» الذي اعتمدوه - وهو ما يعني أنهم إذا لم توافق على الحكومة طلبهم فإنهم سيحافظون على انسحابهم - وحذر براكسيديس ماتيو ساغاستا من «زحف السلالة إلى المنفى».
تألفت حكومة اليخاندرو مون من المعتدلين والليبراليين لتوسيع ماأمكن من قاعدة البرلمانية عن الحكومتين السابقتين، ولكن مع ذلك لم تتمكن من البقاء في السلطة أكثر من ستة أشهر حتى سبتمبر 1864 حيث استقال وزراء الاتحاد الليبرالي لدفع الحكومة للسقوط. وكان عمله الوحيد المهم هو إقرار قانون جديد للصحافة، الذي حل محل قانون كانديدو نوسيدال وصاغها ديل كاستيلو، حيث وضعت المقالات تحت اختصاص القضاء العسكري والتي "تميل إلى الولاء المريح أو الانضباط للقوات المسلحة".

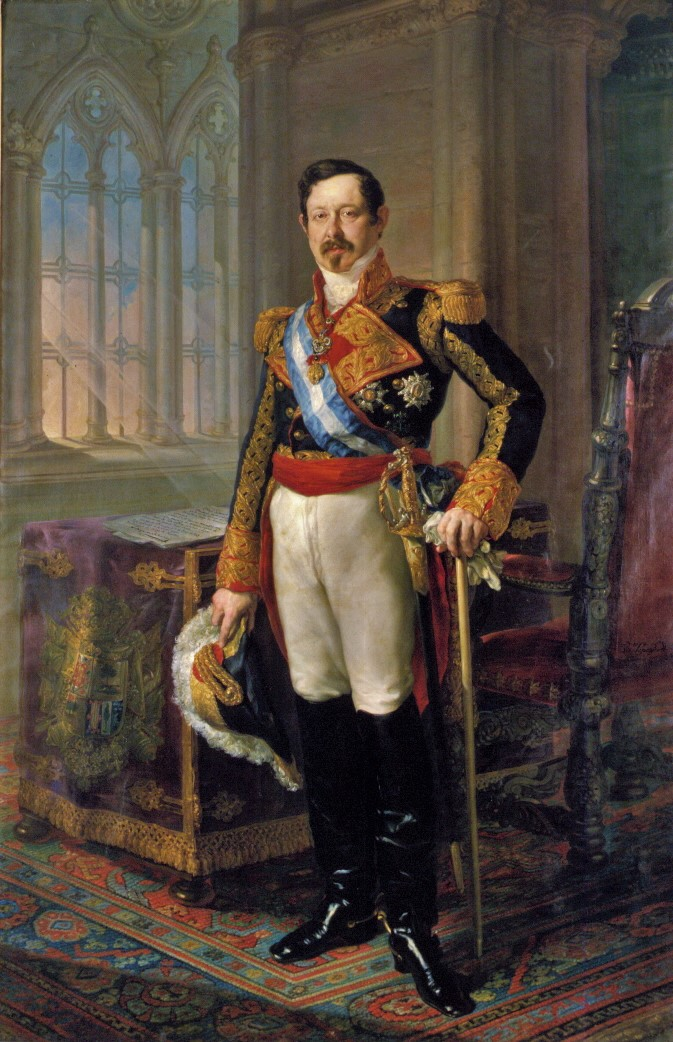
الجنرال رامون ماريا نارفيز.

مرت على البلاد بعد استقالة اليخاندرو مون فترة ثمانية عشر شهرا من عدم الاستقرار برئاسة حكومات ضعيفة ذات النوايا الحسنة ودعم سياسي قليل. ثم دعت الملكة الجنرال نارفيز في 16 سبتمبر 1864 وهو السياسي الوحيد الذي يمكن أن يوحد ورائه الحزب الوسط المنقسم جدا لتشكيل حكومة للمرة السادسة -مع أن الجنرال بريم لم يتمكن من التخلي عن التقدمية والانسحاب-. ويبدو أن قرار استدعاء نارفيز كان بتأثير من الملكة الأم ماريا كريستينا دي بوربون، التي تعتقد انه يمكن من وقف انسحاب التقدميين بإلغاء التعاميم المقيدة في الحق بالتجمع واعدا إياهم بانتخابات نظيفة، وخلال مدة مناسبة. ووفقا لجورجي فيلشز، جاءت ماريا كريستينا لمقابلة الجنرال إسبارتيرو لجعله يغير من تفكير حزب التقدم ولكنها فشلت، وحتى حاولت ان تجعل ابنتها إيزابيل الثانية ان تصرف الزمرة الدينية التي تحيط بها، وكانت آخر حجج التقدميين بالإستمرار دون مشاركة في مؤسسات النظام الملكي، ولكن الملكة رفضت.
استمر نارفيز في سياسة تصالحية كما الحكومات الثلاث السابقة - أعلن بعد تعيينه أنه سيكون «أكثر ليبرالية من ديل رييغو» - لذلك اتفق مع أودونيل على تداول السلطة بين الأحزاب معتدلين والإتحاديين، واتخذت بعض تدابير «الانفتاح» مثل دعم المسؤولين في مناصبهم والعفو عن جرائم الرأي، كي يتخلى التقدميون عن انسحابهم والعودة إلى البرلمان.
ولكن عندما دعا نارفيز إلى الانتخابات استمر التقدميين في موقفهم من الانسحاب، قائلين إنهم لن يعودوا حتى تدعوهم الملكة إلى الحكم، وكرروا شعارهم «كل شيء أو لا شيء» الذي اتفقوا عليه في أواخر أكتوبر في اجتماع لممثلي لجان المقاطعات في مدريد. قرّب انسحاب التقدميين لفكر الجناح «الليبرالي الديمقراطي» من الحزب الديمقراطي برئاسة إيميليو كاستيلار ودعا إلى التحالف مع التقدميين و«الامتناع» بهدف «إذلال وهزيمة أعداء الحرية». فجاءت ردة فعل نارفيز سريعة فتخلى عن سياسة المصالحة متجها نحو مواقف أكثر استبدادية لمجابهة تطرف التقدميين الذين ينحون للتمرد أكثر ونحو اعتماد قضية الديمقراطية، في حين بدأ يرتفع الخطاب السياسي المعادي للملكية. وقال التقدمي كارلوس روبيو في عام 1865: «الديمقراطية هي اليوم نظرية الحزب التقدمي. الحزب التقدمي هو ممارسة الديمقراطية».
وثمة مشكلة أخرى واجهتها حكومة نارفيز وهي مسألة الرومان [الإنجليزية] لأن إليزابيل الثانية عارضت هدف الحكومة والطبقة السياسية الليبرالية بالاعتراف بمملكة إيطاليا الجديدة التي تواجه البابوية بسبب اغتصاب نظام إيطاليا الملكي الموحد الظالم لأملاك الدولة البابوية - كما كتب البابا بيوس التاسع إلى الملكة -. "ساهمت تلك المسألة التي ظهرت لأول مرة سنة 1861 في إعطاء حجج جديدة للحكايات السوداء حول تأثير زمرة الدينية على البلاط أمثال الراهبة سور باتروشنيو، مما ازداد في تشويه صورة إيزابيل الثانية، والتي أدت بالنهاية إلى إضعاف النظام والذي هو بالفعل هش للغاية بسبب الانقسامات الداخلية وتنامي قوة المعارضة.

### سقوط نارفيز
وكان سبب الأزمة المعروفة باسم ليلة القديس دانيال مقالتين حاسمتين للملكة ايزابيل الثانية التي نشرها إيميليو كاستيلار في 21 و 22 فبراير 1865 في صحيفة لاديموكراسيا، الأولى بعنوان «لمن تلك العقارات؟» والثاني «الميزة» والذي أشار فيها إلى قرار الملكة بالتخلي عن 75٪ من الأوقاف الملكية ليتم ضمها إلى أملاك الدولة وبالتالي يتم بيعها لمواجهة عجز الدولة، واحتفظت الملكة 25٪ من باقي الأملاك. على حد تعبير نارفيز كانت لفتة «كبيرة جدا واستثنائية جدا وحتى سامية» التي رحب لها غالبية النواب الذين أطلقوا عليها لقب «إيزابيلا الكاثوليكية» ووقعت أيضا صحافة الأسرة في الثناء. أما إميليو كاستيلار فكان على العكس من ذلك، فهو يعتقد أنه لم يكن هناك مثل تلك لفتة - أو «الميزة» كما سميت- ومن المفارقات انه عمل الملكة، وقد استولت على 25٪ من التراث الذي كان من المفروض أن يعود ملكيته إلى الدولة«. لذلك فإن تلك «الميزة» إنما هي في الواقع» خدعة، وازدراء للقانون، وتهديد... ومن جميع وجهات النظر، فإنها إحدى تلك المؤامرات التي يستخدمها حزب الوسط لدعم نفسه في السلطة". وهكذا، فإن مقالات كاستلار جاء لكشف سر [الكرم المفترض للملكة] فاحتفظت إيزابيل المثقلة بالديون ب 25٪ من عائدات من بيع بعض الأصول، في الغالب، لم يكن ذلك تراثهم، ولكن تراث الأمة".

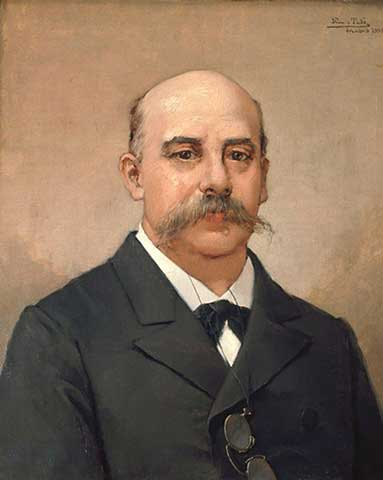
إيميليو كاستيلار.

كان رد فعل الحكومة نارفيز سيء جدا. حيث فصل إميليو كاستيلار من عمله أستاذا للتاريخ في جامعة مدريد وجميع الأساتذة المتعاطفين معه مثل نيكولاس سالميرون، وفصل رئيس الجامعة خوان مانويل مونتالبان لرفضه التحقيق في القضايا المرفوعة ضدهم. أعلن وزير الداخلية لويس غونزاليس برافو الأحكام العرفية تحسبا للحوادث. وفي 10 أبريل وهو يوم سان دانيال، ففي حين أن رئيس الجامعة الجديد كان يقسم اليمين، كان طلبة الجامعة يتظاهرون في شوارع مدريد للدفاع عن رئيس المخلوع.
ثم ارسلت الحكومة الحرس المدني سيرا على الأقدام وعلى الخيول في الشوارع وعندما وصلوا بورتا ديل سول كما روى شاهد عيان:"بدون سابق انذار أو تحذير، بدأوا برعونة في استخدام الأسلحة ومطاردة الحشود البسيطة". فقتل 11 شخصا وجرح 193، معظمهم من المارة الذين لم يشاركوا في ثورة الطلاب، بما في ذلك كبار السن والنساء والأطفال. وفوق ذلك، لم يصب من الحرس المدني إلا جريح واحد فقط، وهو حارس على ظهور الخيل أصابه حجر. لذلك فقد فشل وزير الداخلية لويس غونزاليس برافو في ابلاغ الحقيقة للمجلس عندما قال:"إن دماء جنودنا قد سفكت. وعرفت تلك الأحداث المأساوية باسم ليلة سان دانيال.
انهت العواقب السياسية ل«ليلة سان دانيال» حكومة نارفايس. فقد جرى في اليوم التالي لمجلس الوزراء مناظرة ساخنة بين وزير الأشغال العامة -وترتبط بوزارته كل أمور التعليم- المخضرم الليبرالي أنطونيو الكالا جاليانو ووزير الداخلية لويس غونزاليس برافو، عانى خلالها الكالا جاليانو الذبحة الصدرية وتوفي بعدها بوقت قصير. صدم نواب الاتحاد الليبرالي، مثل كانوفاس ديل كاستيلو وبوسادا هيريرا وريوس روساس. فوجهوا انتقاداتهم صوب غونزاليس برافو. فأقنع هذا الوضع الملكة بإزاحة نارفيز، ولكنها بقيت شهرين منتظرة حتى يوم 21 يونيو 1865 عندما دعت أودونيل مرة أخرى. وتجاهلت إيزابيل الثانية نصيحة والدتها ماريا كريستينا باستدعاء التقدميين للاندماج في النظام الملكي ووقف تآمرهم ضدها، ومع أن أودونيل أخبر الملكة برغبته في اعتزال السياسة والسفر إلى الخارج.

## عودة أودونيل واتحاده الليبرالي (1865-1866)

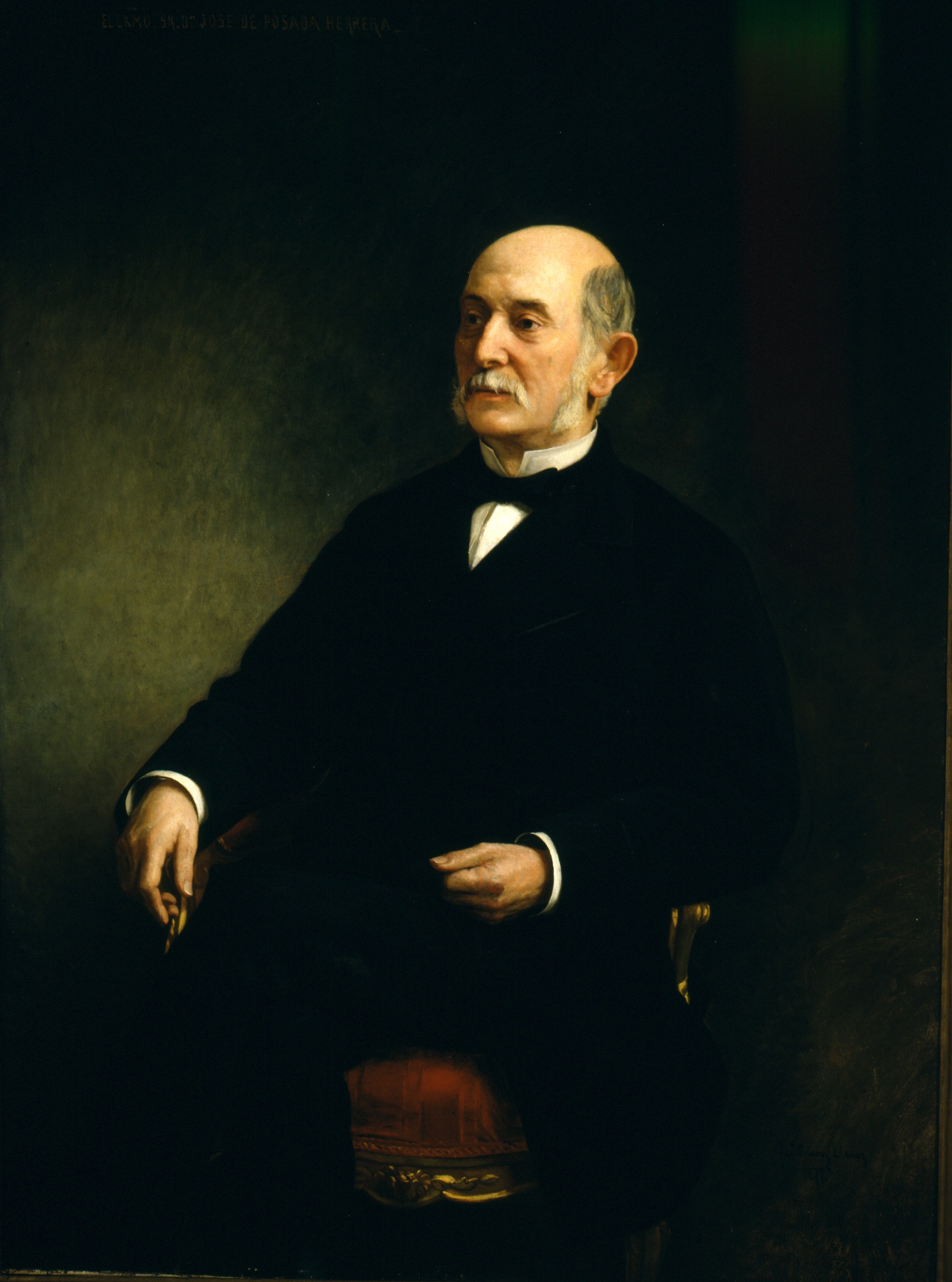
خوسيه بوسادا هيريرا وزير الداخلية في حكومة ليوبولدو أودونيل.

شكل أودونيل حكومة الاتحاد الليبرالي فأعطى خوسيه هيريرا بوسادا الداخلية وأنطونيو كانوباس ديل كاستيو وزارة المستعمرات -"كان الجنرال سيرانو خارج الحكومة لمسك منصب القبطان العام لقشتالة الجديدة التي شملت مدريد-. كانت سياسة أودونيل تهدف إلى تقوية الاتحاد الليبرالي بأنه البديل الليبرالي في نظام إيزابيل، بينما يمثل حزب الوسط البديل المحافظ، وبالتالي وضع حجر الأساس للتبادل السلمي بين الحزبين وبالتالي تعزيز الملكية الدستورية لإيزابيل الثانية. لذلك، وفقا لجورجي فيلشز، بدأ في تنفيذ الجانب المفيد من برامج التقدميين:"تقليل تعداد السكان إلى النصف لتوسيع الجسم الانتخابي [من 170,000 إلى أكثر من 400,000]، وإنشاء دوائر انتخابية للمقاطعات، تقييد قانون الطباعة المعتدل، ومحاكمة قضايا الصحافة أمام هيئة محلفين، والإستمرار في مصادرة الأملاك الكنسية، والاعتراف بمملكة إيطاليا". أثارت النقطتان الأخيرتان احتجاجات وإدانات من التسلسل الهرمي للكنيسة الإسباني.
حاول أودونيل تشكيل حكومة ائتلافية بين الاتحاد والتقدميين، وهو اقتراح قبله بريم وغيره من التقدميين ولكن المشروع أحبط. ثم عرض أودونيل على بريم أن يخصص للتقدميين مجموعة برلمانية واسعة في الانتخابات المقبلة إذا وافق على ترك الانسحاب، ولكن في الاجتماع العام للحزب الذي جرى في نوفمبر 1865 تم رفض الاقتراح بالمشاركة في الانتخابات حيث نال فقط 12 أصوات من أصل 83.
بعدما فشل الجنرال بريم في الحصول على دعم حزبه بالعودة إلى مؤسسات الحكومة، اختار طريق التمرد كي تعينه الملكة رئيسا للوزراء، ليحاكي تجربة فيكالفارو 1854. وبدأ الجنرال بريم في 3 يناير 1866 بالتمرد دون علم اللجنة المركزية لحزب التقدم في ضاحية فيلاريخو دي سالفانيس بمدريد. -وحسب جورجي فيلشز فإن التمرد كان بإيعاز من أودونيل نفسه الذي نصحه لمتابعة هذا الطريق لتشكيل حكومة مع اثنين من الجنرالات، مثل تلك التي تلت انتصار فيكالفارو-. أراد بريم إعطاء الانقلاب صبغة عسكرية بحتة دون مشاركة المدنيين. لأن مشاركتهم أدت وفقا لبريم «إلى الاضطرابات التي جلبها الجونتاس -المجلس العسكري- الموجودة حاليا حتى في القرى» والتي تعيق استعادة أساسيات السلطة.
حاول الجنرال بريم على رأس فوجي عسكريين المتمركزين في آرنخويث وأوكانيا السير من فيلاريخو دي سالفانيس إلى مدريد لإجبار تغيير الحكومة "ومنع الناس من رمي العرش من على الشرفة وإن جنوده سيكونون على اسوار مدريد، وأن البلاط سيسلم وستكون هناك حكومة من دون دم أو قلاقل وسيكون هناك تغيير سياسي". لكن التمرد فشل لأن وحدات عسكرية أخرى لم تنضم بزعم خطورة ذلك. فقضى بريم بقواته بضعة أيام يتخبطون في أراضي قشتالة عبثا انتظارا لأي دعم إضافي من قوات أخرى، فانتهى بهم المطاف بالذهاب إلى البرتغال دون مهاجمة مدريد".
أدى فشل تمرد فيلاريخو دي سالفانيس [الإسبانية] إلى قيام الجنرال بريم بدعم خط الأغلبية في الحزب على أساس الانسحاب والتحالف مع الديمقراطيين، وبعد ذلك كرس نفسه وحياته لإعداد انتفاضة تطيح بنظام إيزابيل الثانية. وبذا أضحى بريم ليس زعيما للتقدميين فقط، ولكن إلى الحركة الثورية التي افتقدت رجل له مقدرة على قيادتها.

### أزمة 1866 المالية

شبكة خطوط السكك الحديدية في القرن 19

اندلعت أول أزمة مالية في تاريخ الرأسمالية الاسبانية أوائل 1866. وسبب تلك الأزمة هي شركات السكك الحديدية، والتي سحبت معها البنوك وشركات الائتمان. بعد الموافقة على قانون السكك الحديدية خلال فترة سنتا التقدميين في 1855 وجه العديد من المستثمرين رؤوس أموالهم نحو شركات السكك الحديدية التي شهدت أسهمها طفرة كبيرة مما أدى إلى تأجيج دوامة المضاربة بالأسهم. ولكن عندما بدأ العمل بتلك الخطوط أصبح واضحا للمستثمرين أن توقعات الأرباح كان مبالغا فيها - نظرا لانخفاض مستوى التنمية في الاقتصاد الإسباني وقلة كميات السلع المشحونة وكذلك قلة عدد ركاب النقل - مما تسبب بانخفاض حاد في قيمة أسهم شركات السكك الحديدية.
كان من الواضح أن الدورة التوسعية خلال حكم الاتحاد الليبرالي قد وصلت نهايتها قبل عامين، وأنه لم يتم خلال ذلك الوقت القيام بأي شيء لحل المشاكل الأساسية للاقتصاد الاسباني، حيث النمو -بدلا من بنية إنتاجية واضحة المعالم- قد استند على المضاربة في السكك الحديدية والتمويل. لهذا السبب وضع بعض المؤرخين أن سنة 1864 هي بداية «أول أزمة حديثة في نظام إسبانيا الاقتصادي». هذا وكان القطاع الأول المتضرر هو صناعة النسيج الكتالوني نتيجة لنقص القطن بسبب الحرب الأهلية الأمريكية، والتي تلتها أزمة شركات السكك الحديدية بسبب عدم وجود ربحية لتلك الشركات بعد الانتهاء من المرحلة الأولى من بناء الشبكة، والتي انتقلت على الفور إلى النظام المصرفي، نظرا للارتباط الوثيق بين شركات السكك الحديدية والنظام المالي. فكانت النتائج كالتالي: إفلاس البنوك ونقص السيولة وانخفاض عام في إنتاج الحديد وارتداد في الاقتصاد العام.
أدى ذلك إلى قيام مجموعة من رجال المال والسياسة والعسكريين في 1 فبراير 1866 بتوجيه خطاب للملكة يشرح الأزمة الخطيرة التي هددت قطاع السكك الحديدية بسبب «نقص العائدات» للشركات المساهمة، كما حذروا أيضا من الخطر الذي سيصيب الشركات الائتمان التي استثمرت معظم رأس مالها في مجال السكك الحديدية. ولحل تلك المعضلة فقد دعوا إلى منح إعانات جديدة إلى شركات سكك الحديد لإنقاذها من الإفلاس. والحقيقة أنه منذ الخمسينيات بدأت الصلات تزداد عمقا بين عالم الأعمال والأحزاب السياسية الرئيسية. وقع أول إفلاس لشركات الائتمان المرتبطة بشركات السكك الحديدية في 1864، حيث أوقفت بعض تلك الشركات دفع الأرباح بسبب انخفاض الربحية في خط اشبيلية-شريش-قادس الذي كان بعضها المساهم الرئيسي. ثم وصلت الأزمة في مايو 1866 إلى برشلونة، مما أثار موجة من الرعب في البلاد. فقامت في الشهر التالي انتفاضة ثكنة سان خيل [الإسبانية] التي فشلت، فأضافت الازمة السياسية من تعقيدات الأزمة الاقتصادية. ففقدان مصداقية المؤسسات السياسية أضاف المزيد من السوء على الوضع الاقتصادي.
وقد وصف السياسي التقدمي باسكوال مادوث الذي كان وزيرا للمالية خلال فترة سنتا التقدميين في يناير 1867 الوضع الاقتصادي الإسباني في رسالة إلى صديقه الجنرال خوان بريم:

### انتفاضة سان خيل وسقوط أودونيل

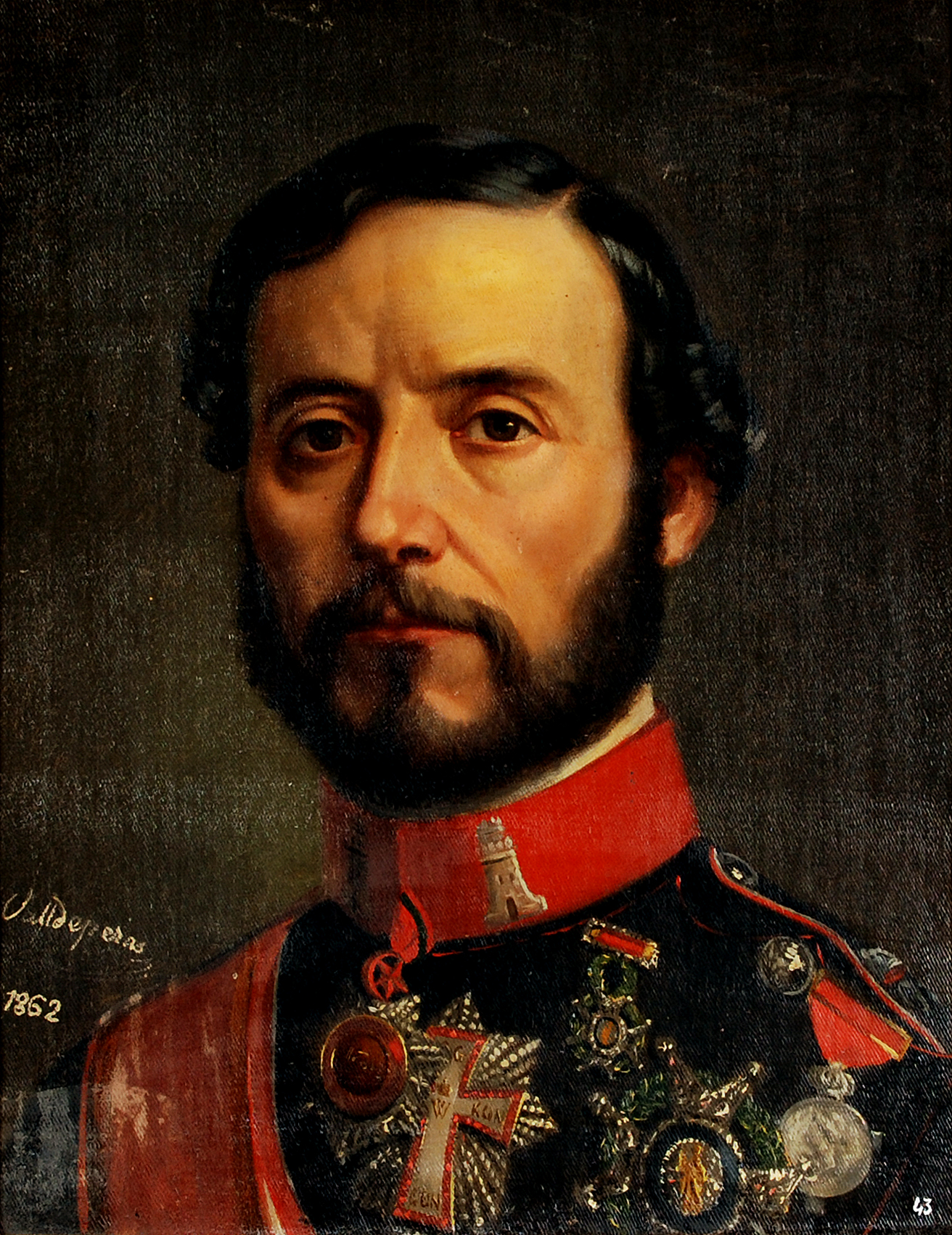
الجنرال خوان بريم.

وقعت في مدريد يوم 22 يونيو 1866 انتفاضة لجنود مدفعية ثكنة سان خيل والتي انتهت بفشل مدوي. "والحقيقة هي أن جنود مدفعية ثكنة سان جيل كانوا يخططون لمفاجأة ضباط الحراسة لاحتجازهم، ولكن قاومهم أحد الضباط وأطلق النار عليهم مما أدى إلى سفك الدماء. أربك ذلك خطتهم المتوقعة فترك 1200 منهم الثكنات في حالة من الفوضى وجابوا شوارع مدريد مع 30 قطعة المدفعية، فانبرى لهم الفين شخص من [التقدميين والديمقراطيين] فقاتلوا المتمردين ببطولة على الحواجز، في نهاية المطاف استسلم المتمردين في خضم الارتباك العام.
فشلت الانتفاضة ثكنة سان جيل إلا أن أودونيل وجد نفسه في وضع صعب حيث قتل المتمردين العديد من الضباط -تقول الرواية الرسمية أن المتمردين الرقباء «اغتالوا رؤساءهم»- مما أجبره على التقدم بطلب تطبيق القمع القاسي. أكد أودونيل حقيقة أن الرقباء «وزعوا البنادق على الفلاحين البروليتاريين الذين جاءوا لاستقبالهم» حيث اعتقدوا أنها بداية لثورة اجتماعية، فقال في البرلمان بعد بضعة أيام: «إن أهوال الثورة الفرنسية لم تكن في شيء مثلما قد يحدث هنا ... ولم يكن هناك أي مبادئ ولا أي غرض آخر سوى النهب والقتل واختفاء الأسس الاجتماعية». وختم داعيا النواب إلى نسيان «انشقاقاتنا الصغيرة ... لمواجهة تلك الثورة الاجتماعية».
كان قمع الانتفاضة صعب جدا، حيث قتل 66 شخصا جلهم من رقباء المدفعية وبعض الجنود، بالإضافة إلى بعض الأشخاص. وعلى الرغم من أن الملكة أصرت على أودونيل أن يعدم جميع المعتقلين فورا، وعددهم نحو الألف إلا أن رئيس الوزراء رفض ذلك.
من ناحية أخرى، أظهرت الانتفاضة أن التقدميين قد خرجوا من النظام واختاروا «طريق الثورة»، وبدا واضحا فشل إستراتيجية أودونيل بدمجهم في الاتحاد الليبرالي بسبب السياسة الليبرالية المتشددة بافتراض أن العديد من المقترحات كان هدفها الرئيس هو تشكيل الحزب الليبرالي تحت حكم إيزابيل الثانية، وهو من شأنه أن يتناوب الحكم مع الحزب المحافظ الذي يمثله المعتدلون. لذلك صرفت الملكة أودونيل ودعت نارفيز مرة أخرى لتشكيل حكومة. وسبب رفضها لأودونيل هو أنها عدته متساهلا للغاية في قمع انتفاضة ثكنة سان خيل. «وقيل أن هذا هو أسوأ قرار سياسي اتخذته الملكة طوال فترة حكمها، ورأى الكثيرين أن ذلك بسبب تأثير الأب كلاريت، وهو مؤيد قوي للسياسة الاستبدادية وسلطة البابا المطلقة... [وهو لم يغفر] لأدونيل اعترافه بمملكة إيطاليا».

## آخر حكومات الوسط ونهاية حكم إيزابيل الثانية

### آخر حكومة للجنرال نارفيز

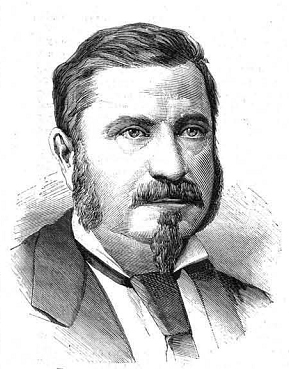
مانويل أوروفيو وزير التنمية في حكومة نارفيز

اختارت الحكومة السابعة للجنرال نارفيز سياسة استبداد والقمع، كما أوضح من اليوم الأول الذي أعلن فيه الجنرال في الكورتيس أن الأولوية هي «مسألة النظام العام التي تهم جميع الإسبان»، ومن ثم علق الضمانات الدستورية وأمر بإغلاق مؤقت للبرلمان. وكان أبرز ضحايا القمع هم أساتذة جامعة مدريد، على الرغم من مرور عدة أشهر على ليلة سان دانيال، لأن الكثير منهم اتباع الفكر الكراوسية، وينظر إليهم الكاثوليك الجدد -الذين هيمنوا على بيئة الملكة وحكومتها المعتدلة- بأنهم طائفة تريد القضاء على الدين والنظام الملكي. وهكذا ففي يوم 22 يناير 1867 قرر وزير الأشغال العامة الكاثوليكي الجديد مانويل أوروفيو إقالة أساتذة من بينهم إيميليو كاستيلار ونيكولاس سالميرون وغيرهم. تسببت تلك الانتهاكات إلى قيام مجموعة من النواب للوصول إلى الملكة واعطائها بيان احتجاج ولكن الحكومة أوقفتهم واستولت على البيان. ووصلت دوامة القمع إلى رئيسي مجلس الشيوخ والنواب -والاثنان لهما ثقلهما في الاتحاد: انطونيو دي لوس ريوس روساس والجنرال سيرانو- وقد ألقي القبض عليهما ثم نفوا، والسبب هو أنهما أدارا تلك المذكرة المقدمة إلى الملكة من لجنة من النواب والشيوخ التي تدعو إلى إعادة فتح البرلمان قبل نهاية العام، على النحو المنصوص عليه في دستور 1845. تم نفي الموقعين على الرسالة إلى جزر البليار وكناري بأمر الحكومة، أما سيرانو فقد سجن في البداية في قلعة عسكرية، ثم سمح له بالذهاب إلى خارج إسبانيا بفضل شفاعة الملكة.
جعلت السياسات الاستبدادية والقمعية للحكومة نارفيز من المستحيل تبادل السلطة مع اتحاد اودونيل الليبرالي، الذي اختار «إفراغ القصر» وفقا لتعبير أودونيل نفسه، وهو ما يعني الانطواء في مجلس الشيوخ. وكان أودونيل قد رفع وثيقة تنازل إيزابيل الثانية لصالح ابنها ألفونسو وهو ملك المستقبل ألفونسو الثاني عشر الذي كان عمره آنذاك تسعة سنين. وقد رفض أودونيل رفضا قاطعا في تقديم أي تنازلات للتقدميين حتى وإن كان قد تقدم هو بالمبادرة معهم «التي تضررت بسبب أحداث ثكنات سان خيل، وخاصة مع الجنرال بريم». ولكن بعد وفاته في نوفمبر 1867 وقع الاتحاد الليبرالي بقيادة الجنرال سيرانو اتفاق أوستند كان قد وقعه التقدميين والديمقراطيين قبل عام مضى.

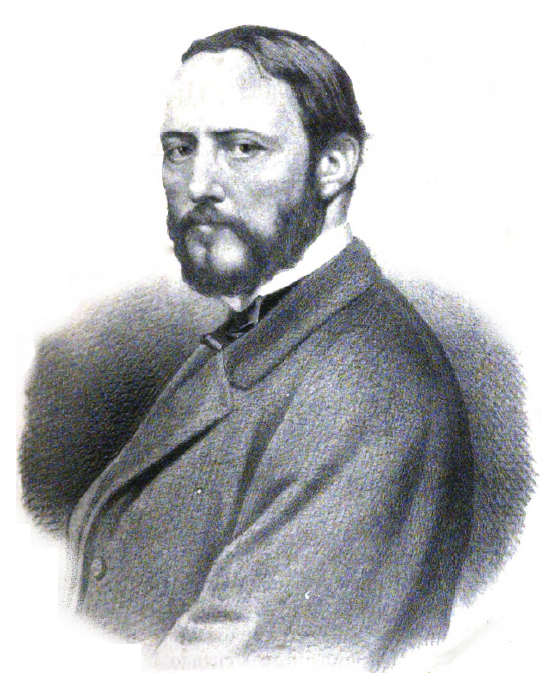
خوان بريم في 1869

ويتألف اتفاق أوستند الموقع بين التقدميين والديمقراطيين في 16 أغسطس 1866، والتي سميت باسم المدينة البلجيكية من نقطتين:
سمحت الصياغة الغامضة للنقطة الأولى أن تندمج إلى نفس الشخصيات والقوى السياسية الأخرى. وهكذا بعد وفاة أودونيل إلتقى الجنرالان بريم وسيرانو، وللمفارقة فإن نفس الضابط الذي قمع مقر انتفاضة سان خيل قد وقع اتفاقا في مارس 1868 للانضمام إلى الاتحاد الليبرالي.
أغلق نارفيز البرلمان في يوليو 1866 ولم يفتح بسبب حله لإجراء انتخابات جديدة أوائل 1867. وكالعادة ف«التأثير الأخلاقي» للحكومة أعطاها أغلبية ساحقة لنواب الحكومة الاتحاد الليبرالي، أما المقربين للمعارضة فقد انخفض عددهم إلى أربعة نواب. وبالإضافة إلى ذلك فقد اعتمد الكورتيس على لوائح جديدة في يونيو 1867، أي بعد ثلاثة أشهر من افتتاحه، حيث ألغى اقتراح حجب الثقة وبالتالي حد بقوة من مقدرة البرلمان من السيطرة على الحكومة. كما أعلن الكورتيس بأن الحكومة «خالية من المسؤولية» مما قام به أو تشريع بمرسوم عندما كان البرلمان مغلقا، وقد وصف ذلك نائب من المعارضة بأنه «انقلاب».

### أزمة الغذاء في 1867-1868
تفاقمت أزمة 1866 المالية إلى أزمة غذائية خطيرة في 1867-1868 بسبب ضعف المحاصيل تلك السنوات، في الوقت الذي «وجد البلد نفسه منعدم تماما من الاحتياطيات التي يمكن أن يضع يده عليها، لأن الصادرات إلى كوبا وفرنسا وإنجلترا قد أفرغت بالكامل». وقد حدث أول ارتفاع في أسعار القمح في سبتمبر 1866 بسبب نقص القمح الناجم عن الصادرات المبذولة للحد من العجز في الميزان التجاري بعد سنتين من المحاصيل الوفيرة. وقد تفاقمت هذه المشكلة من خلال ضعف المحصول من عام 1867. «وارتفع سعر القمح خلال العام الزراعي 1867-1868 بنسبة 37٪ عن العام السابق و 64٪ عن 1865-1866». وفي محاولة للتخفيف من حدة الأزمة أصدرت حكومة نارفايس مرسوما في مارس 1868 وضع حدا لسياسة الحمائية التقليدية واعفى استيراد القمح والدقيق تماما من دفع الرسوم الجمركية، وتطبيق ذلك لم يكن بسبب النظرية الليبرالية الاقتصادية ولكن ردا على الاستياء الشعبي والاضطرابات الاجتماعية في 1868.
لم يكن المتضررين من أزمة الغذاء تلك هم رجال الأعمال أو السياسيين كما في الأزمة المالية، ولكن كانت الطبقات الشعبية بسبب ندرة وارتفاع أسعار مواد الغذاء الأساسية مثل الخبز. فاندلعت أعمال شغب شعبية في عدة مدن من بينها إشبيلية حيث بلغ القمح ستة أضعاف سعره الأصلي، وفي غرناطة خرجت مظاهرات تهتف «الخبز ثمانية أضعاف». وتفاقمت أزمة الغذاء بسبب ارتفاع معدلات البطالة الناجمة عن الأزمة الاقتصادية الناجمة عن الأزمة المالية التي أثرت بشكل خاص عليهما وهما من القطاعات التي توفر العمل والأعمال، بما في ذلك القطاع العام وسكك الحديد والبناء. وهكذا فقد أشار مؤرخي الاقتصاد في تلك السنوات أن هناك نوعين من الأزمة أتيا معا: أزمة الرأسمالية الحديثة التي ولدت البطالة والأخرى هي أزمة الغذاء التقليدية، التي تسبب الفقر والجوع. وتصادف اجتماع كلا الأزمتين قد خلق «ظروف اجتماعية متفجرة مما قدم الحجج للقطاعات الشعبية للانضمام إلى المعركة ضد نظام إيزابيل».
أثرت تلك الأزمة على المدن ذات الأهمية بشكل خاص، كما هو مبين في محضر بلدية مدريد حيث ظهرت فيها المشاكل التي كان عليهم معالجتها وتصحيح الوضع، فالتدابير التي اتخذت تشير إلى أن السلطات اعتمدت على النظام القديم:«من بيع خبز ذو جودة رديئة والزام الأحياء بالمساهمة في توزيع الحصص اليومية للفئات المحتاجة إلى التقسيم التقليدي للحساء في مراكز الرعاية الاجتماعية».

### آخر حكومتين من النظام الملكي

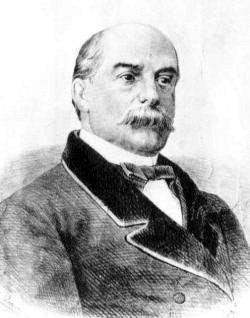
لويس غونزاليس برافو.

توفي الجنرال نارفيز في 23 أبريل 1868، وقد مات أودونيل قبله ببضعة أشهر، فلم يعد بإمكان الملكة إلا أن تعين وزير الداخلية المحافظ لويس غونزاليس برافو رئيسا جديدا للحكومة. وأشار المؤرخ خوان فرانسيسكو فوينتس: فإن الملكة دخلت نقطة اللاعودة بعد موت أودونيل ونارفيس في وقت متقارب، مع استبعادها باقي جنرالات الاتحاد الليبرالي الأقوياء مثل بريم -وكان تقدميا في الماضي- وسيرانو -وكان المفضل السابق لها- والجنرال دولسي. بذلك اعتبر عهد الملكة إيزابيل الثانية ساقط عمليا مع وفاة نارفيز. في ظل تلك الظروف كان خيارها هو تعزيز الدور السلطوي بتكليف لويس غونزاليس برافو تشكيل حكومة جديدة" لأن الوحدة السياسية غير قابلة للجدل عند الملكة.
عندما ظهر غونزاليس برافو أمام نواب البرلمان عرف حكومته بأنها «مقاومة لأي اتجاه ثوري». فبعدها قام بإغلاق البرلمان (الكورتيس) وأمر باعتقال وإبعاد كبار الجنرالات الاتحاد الليبرالي من بينهم: فرانسيسكو سيرانو ودومينغو دولسي وغيرهم. فكان رد المعارضين لحكم الملكة هو اتفاق بروكسل يوم 30 يونيو 1868 حيث تم التصديق على أهداف ميثاق أوستند.
ازدادت عزلة نظام إيزابيل بعد مرسوم أصدرته الحكومة في يوليو 1868 والذي تم فيه نفي أنتوني، دوق مونتبينسير وزوجته وهي شقيقة الملكة، حيث اشتبه في أنه كان يطمح إلى تولي العرش وذلك بمجرد أن يكون شاغرا بعدما ينتصر التمرد على الملكة. وهو مرشح مرغوب عند الجنرالات الإتحاديين بعد خروج الملكة. تسبب هذا القرار بانضمام المزيد من الضباط إلى حركة التمرد، بما فيهم أدميرال خوان باوتيستا توبيتي.

### ثورة 1868

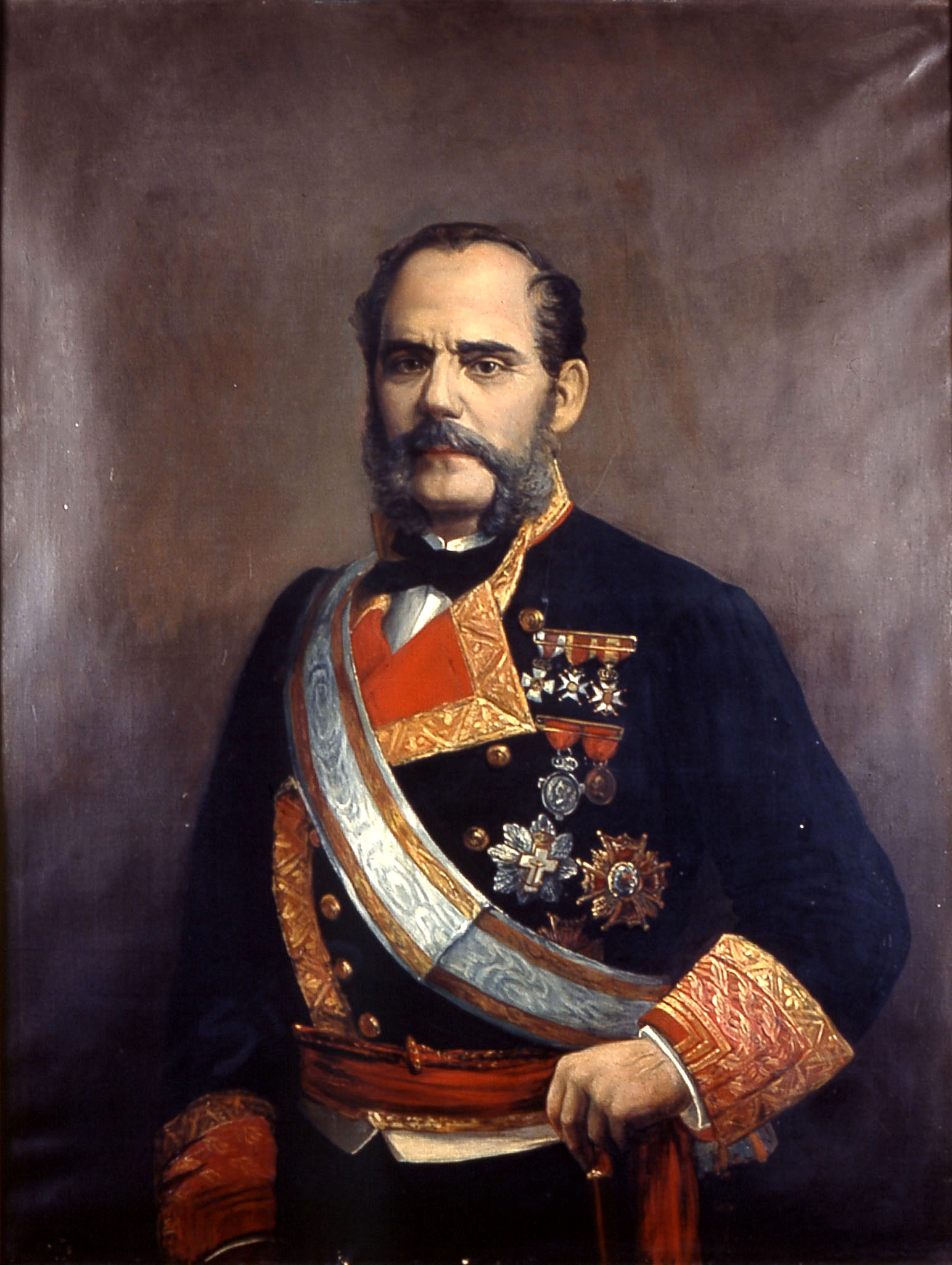
الأميرال خوان باوتيستا توبيتي (1887).

وصل الجنرال بريم إلى قادس قادما من لندن عن طريق جبل طارق يوم 16 سبتمبر، وبعدها بيومين أي يوم 18 سبتمبر، أعلن الأميرال خوان باوتيستا توبيتي عن تمرده وهو على رأس إسطوله. وفي اليوم التالي وصل الجنرال سيرانو قادما من جزر الكناري ومعه بقية الجنرالات الإتحاديين المشاركين، وقرأ توبيتي بيانا برر فيه تمرده والتي انهاها بصيحة «عاشت إسبانيا كريمة». في الأيام التالية بدأت الانتفاضة بالانتشار في أنحاء البلاد بدءا من الأندلس.
وفي اليوم الذي أعلن البيان الرسمي للمتمردين، نصح لويس غونزاليس برافو الملكة إيزابيل الثانية أن تعفيه من رئاسة الحكومة وتحل محله جنرالا عسكريا للتعامل بشكل أفضل مع التمرد المسلح، فاستقال من رئاسة الحكومة لصالح الجنرال خوسيه غوتيريز دي لا كونشا، الذي أبقى على جميع وزراء الحكومة السابقة تقريبا وتولى برافو وزارة الداخلية، وهذا المنصب قد شغله ثلاث مرات من قبل. بالكاد تمكن الرئيس الجديد من تشكيل جيشا في مدريد، وذلك بسبب عدم وجود دعم قوي من بقية القادة العسكريين وأرسله إلى الأندلس لوضع حد للتمرد. وفي الوقت نفسه نصح الملكة بالعودة إلى مدريد من سان سيباستيان حيث كانت تقضي الصيف ولكن بعد وقت قصير من بدء القطار بالمسير أرسل الجنرال دي لا كونشا برقية إلى الملكة يطلب منها أن تبقى في سان سيباستيان لأن وضع القوات الحكومية قد ساء.
في 28 سبتمبر وقعت معركة ألكوليا [الإسبانية] الحاسمة (في مقاطعة قرطبة) الذي كان انتصارا للقوات المتمردة بقيادة الجنرال سيرانو الذي حصل على دعم من الآلاف المتطوعين المسلحين. في اليوم التالي نجحت الانتفاضة في مدريد. فغادرت الملكة إسبانيا يوم 30 سبتمبر من سان سيباستيان، فانتهت كل مقاومة موالية لها. وفي 8 أكتوبر تم تشكيل حكومة انتقالية برئاسة الجنرال سيرانو المكونة من الجنرال بريم والأدميرال توبيتي. وهكذا انتهت الثورة بانتصارها، وهو ماأطلق عليها ثورة 1868 أو الثورة المجيدة "la Gloriosa" التي انهت عهد إيزابيل الثانية.

### قائمة المراجع
- Fontana، Josep (2007). La época del liberalismo. Vol. 6 de la Historia de España, dirigida por Josep Fontana y Ramón Villares. Barcelona: Crítica/Marcial Pons. ISBN:978-84-8432-876-6.
- Fuentes، Juan Francisco (2007). El fin del Antiguo Régimen (1808-1868). Política y sociedad. Madrid: Síntesis. ISBN:978-84-975651-5-8.
- López-Cordón، María Victoria (1976). La revolución de 1868 y la I República. Madrid. ISBN:84-323-0238-4. {{استشهاد بكتاب}}: الوسيط غير المعروف |editorial= تم تجاهله يقترح استخدام |publisher= (مساعدة)صيانة الاستشهاد: مكان بدون ناشر (link)
- Suárez Cortina، Manuel (2006). La España Liberal (1868-1917). Política y sociedad. Madrid. {{استشهاد بكتاب}}: الوسيط غير المعروف |editorial= تم تجاهله يقترح استخدام |publisher= (مساعدة)صيانة الاستشهاد: مكان بدون ناشر (link)
- Vilches، Jorge (2001). Progreso y Libertad. El Partido Progresista en la Revolución Liberal Española. Madrid: Alianza Editorial. ISBN:84-206-6768-4.

| سبقه حكومة الاتحاد الليبرالي | حقب التاريخ الإسباني الأزمة الأخيرة من عهد إيزابيل الثانية 1868-1863 | تبعه الحكومة المؤقتة 1868-1871 |